# Neoplan Euroliner
Neoplan N3316 «Euroliner» — 12-метровый автобус для интернациональных перевозок марки Neoplan, который производится c 1998 года как возможный преемник моделей Neoplan Jetliner и Neoplan Transliner. По заказу может быть трёх- или двухосным, отвечает всем современным требованиям по перевозке пассажиров (определен четырехзвездочным). В течение производства было создано несколько модификаций данной машины, правда, сильно от базовой они не отличались.

## Общее описание
Этот автобус получил четыре «звезды» за комфорт перевозки, и он отвечает всем современным требованиям автобусов, хотя первые разработки начались еще в 1998 году. Автобус вагонной компоновки, в длину достигает ровно 12 метров, в высоту — 3,2 метра и в ширину — «стандартные» 2,5 метра.
Внешне автобус имеет выпуклый передок с тремя фарами с каждой стороны, а также по одной противотуманной. Передок разделен на несколько частей, однако технической важности они не несут; лобовое стекло сильно вытянутое и панорамное. Внизу передка приварен резко очерченный бампер, на котором располагается номер автобуса и наклейка страны, в которой был выпущен. Боковые стекла расположены непопарно, левое (то, что ближе к водителю), располагается ниже и может отгибаться; другой, с правой стороны, гораздо больше размером и расположено сверху. По бокам автобуса расположено по 4-5 габаритных огней, сзади расположены 4 и 8 фар.
Багажные отсеки открываются автоматически с помощью кнопки на панели приборов. Двери салона открываются параллельно стенам автобуса, формула дверей 1-1-0. Автобус может быть как двух-, так и трехосным, формула колес зависит от модификации и расположения нагрузки пассажирами определенного места, а также выдержки одной из осей.
Автобус один из немногих, который имеет возможность перевозить людей с ограниченными физическим возможностями: у привода средних дверей срабатывает специальный выдвижной пандус, который способен выдержать вес в 100—110 кг (то есть вес взрослого мужчины в коляске устройство выдержать может).
Салон выполнен с повышенным комфортом, как и во всех автобусах марки Neoplan. В салоне расположены 40-51 мест (есть возможность забирать или вставлять кресла). Кресла комфортабельные, отодвигаются на 130 °, на спинках кресел, расположенных исключительно попарно, прикручен новый вид откидных столиков, хотя и узкий, и малые столики для каждого кресла. Столик также может опускаться и выдвигаться при необходимости, хотя это зависит от модификации и заказа. Вместо него могут устанавливаться и другие приборы, например вешалка для одежды или маленькая кладовая. На спинках кресел имеется также пепельница «vogel-sitze» и ящичек для содержания небольших вещей. Есть подставка для ног, что может регулироваться. На нижней панели расположены батареи отопления, сверху от каждого сиденья есть небольшая панель индивидуальной подсветки лампы средней мощности синего цвета и вентилятора кондиционера во время движения. Обдув салона происходит во время движения автобуса на скорости не менее 40 км / час.
Водительское кресло сделано с другим стилем в отличие от пассажирских и оснащено регулировкой его спинки в зависимости от параметров (роста и веса) водителя. Кнопки на панели легко читаются и каждая имеет индивидуальную подсветку; стрелочные приборы сделаны с оригинальным дизайном делений и цветными метками. Последняя отметка на спидометре — 128 км / ч (ровно 80 миль / ч), максимальное количество оборотов двигателя — 3000 об / мин. Интересный факт: у отметки 100 км / ч стоит знак внимания, поскольку 100 км / ч — ограничение скорости для автобусов, он начинает мигать, когда скорость переходит за эту отметку. Проблема нехватки места и многих новых функций автобуса была решена объединением функций клаксона, очистки стекол и включения дальнего света в один мультиджойстик, с правой стороны. Левый рычаг, главная функция которого показ поворотов, тоже объединяет в себе несколько функций.
Освещение салона осуществляется с помощью фонарей с тонированным покрытием (синим). В салоне установлены 2 LCD телевизора (хотя могут быть простыми мини-телевизорами типа VCD — то есть показывать то, что записано на диске в приводе). Также в автобусе есть дополнительные полки (на ключе) для хранения различных бытовых предметов. У автобуса есть дополнительные возможности в виде: туалета; кофеварки; кухонного комбайна; телевизоров VCD; GPRS и холодильника и кладовых для хранения предметов одежды / питания и других бытовых вещей (экстерьер) ABS; ASR; ECAS.

## Модификации
- Neoplan N312 U
- Neoplan N312 K
- Neoplan N313 SHD
- Neoplan N316 U
- Neoplan N316 K
- Neoplan N316 SHD